# Phyxium ignarum
Phyxium ignarum är en skalbaggsart som beskrevs av Francis Polkinghorne Pascoe 1864. Phyxium ignarum ingår i släktet Phyxium och familjen långhorningar. Inga underarter finns listade i Catalogue of Life.